# Psychotria turboensis
Psychotria turboensis är en måreväxtart som beskrevs av Paul Carpenter Standley och Julian Alfred Steyermark. Psychotria turboensis ingår i släktet Psychotria och familjen måreväxter. Inga underarter finns listade i Catalogue of Life.